# Antoine de Jussieu
Antoine de Jussieu (Lyon, 6 de julho de 1686 – Paris, 22 de abril de 1758) foi um médico, botânico e naturalista francês. Ele, entre outros, investigaram o efeito de certas plantas sobre a febre.

## Biografia
Era filho de Christophe de Jussieu (ou Dejussieu), um boticário de certo renome, que publicou Nouveau traité de la theriaque (1708) e irmão de Bernard de Jussieu e Joseph de Jussieu.
Iniciou seus estudos em teologia antes de descobrir a botânica. Decidiu estudar medicina na Universidade de Montpellier, porém sua paixão levou-o à herborizar na Normandia e Bretanha. Estas pesquisas chamaram a atenção de Guy Fagon, médico do rei e superintendente do Jardim do Rei. Fagon recomendou-o para o posto de professor de botânica do Jardim do Rei, deixado vago com a morte de Joseph Pitton de Tournefort em 1709, do qual Antoine era um grande admirador.
Antoine de Jussieu foi admitido na Academia das Ciências da França em 1711 e, em 1718, tornou-se membro da Royal Society.
Em 1716, Fagon confiou-lhe uma missão de coleta de plantas na Espanha e Portugal, viagem que empreendeu com o seu irmão Bernard. Na sua volta, publicou nas Mémoires de l'Académie des sciences o relato da sua viagem.
Pouco tempo depois passou a lecionar no curso de medicina da Faculdade de Medicina de Paris. Seus ensinamentos foram objetos de uma publicação póstuma em 1772, intitulado Traité des vertus des plantes.
Paralelamente à sua atividade de botânico, de Jussieu nunca deixou de exercer a medicina. Esta dupla especialidade, permitiu-lhe experimentar o efeito de numerosas espécies como a casca da quassia, uma simaroubaceae, contra a febre.
Como médico, dedicou-se de maneira especial aos deserdados e as pessoas mais pobres. Desde 1718 usou em suas práticas médicas a casca da Cortex simarubae, uma planta que chegou em Paris em 1713, proveniente de Caiena. Jussieu escreveu algumas notas sobre a casca da planta nas memórias da Academia em 1729, e Linné renomeou a planta em sua homenagem como Simaruba jussiaei. As memórias também continham suas observações sobre anatomia humana, zoologia, paleontologia e mineralogia.
Suas próprias publicações tiveram pouca relevância, porém editou um trabalho de Tournefort, Institutions rei herbariae (3 vols., 1719), expandido com as suas anotações. Também publicou um trabalho póstumo de Jacques Barrelier, Plantae per Galliam, Hispaniam, et Italiam observatae, etc. em 1714, cujos textos foram perdidos num incêndio, salvando-se somente as ilustrações (o trabalho continha 1392 figuras).
Foi Antoine de Jussieu que, em 1720, introduziu o cafeeiro nas Antilhas.
O asteróide 9470 Jussieu foi nomeado em homenagem à família Jussieu.

## Obras
- Descriptio et icon Coffeae (café) Paris (1713).
- De l´origine et usages de la pierre de foudre Paris (1723).
- Memoires de l´Academie Paris (1729).
- Traité des vertus des plantes Nancy (1771).